# Niujiapai
Niujiapai är en köping i Kina. Den ligger i storstadsområdet Tianjin, i den norra delen av landet, omkring 46 kilometer norr om stadens centrum. 